# Rangwapithecus
Rangwapithecus — вимерлий рід мавп раннього міоцену Кенії. Пізньоміоценові фаланги з Угорщини також були віднесені до цього роду, але пізніше були перекласифіковані як дріопітеки.

## Опис
Рангвапітек важив приблизно 15 кг, а розмір і форма зубів мавпи вказують на те, що це був листоїд. Ця деревна мавпа з найдавнішого міоцену пристосована до життя в тропічному лісі, пов'язана зокрема з островом Мфангано, хоча раніше цей вид населяв лісисто-чагарникову місцевість.

## Таксономія
Rangwapithecus симпатричний з Proconsul, і може бути синонімом як Proconsul gordoni так і Proconsul vancouveringi.

## External links
- Wolpoff, M. H.; De Bonis, L.; Fleagle, J. G.; Frayer, D. W.; Greenfield, L. O.; Jacobs, K. H.; Protsch, R.; Rightmire, P. G.; Sarich, V. (1982). Ramapithecus and Hominid Origins [and Comments and Reply]. Current Anthropology. 23 (5): 501—522. doi:10.1086/202893. JSTOR 2742391. S2CID 88285271.